# Alexander Tondeur

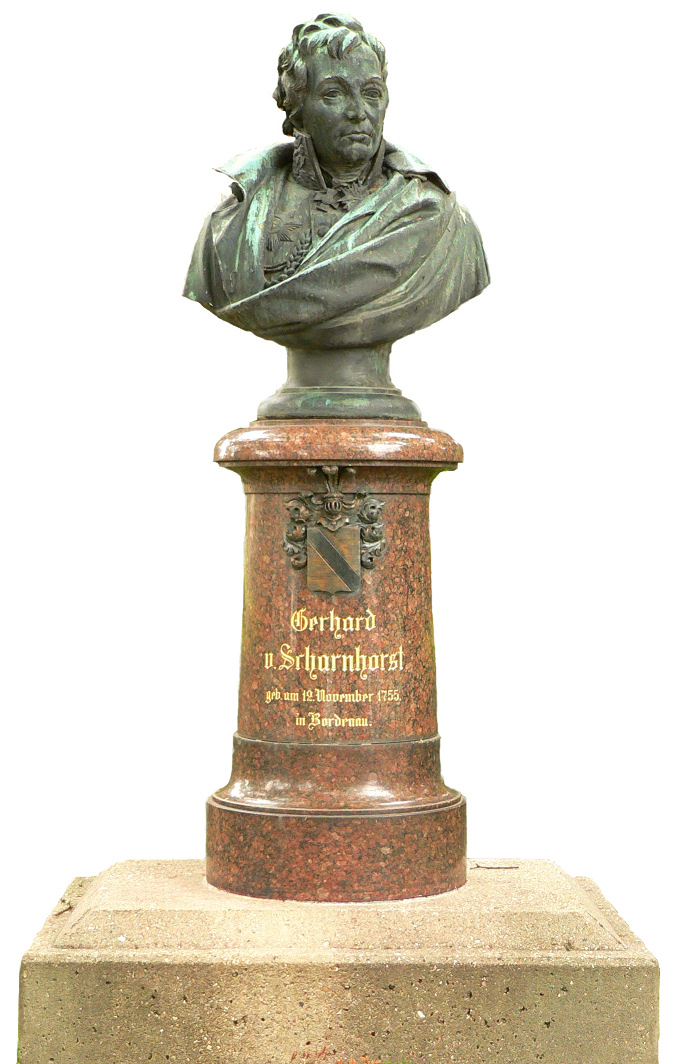
Byst av Gerhard von Scharnhorst i Bordenau.

Alexander Tondeur, född den 17 juli 1829 i Berlin, död där den 21 juli 1905, var en tysk skulptör. 
Tondeur studerade hos Gustav Hermann Bläser och vid konstakademin i Berlin, gick 1852-1854 på Wiens konstakademi, ett år i Paris samt for 1856 till Italien, där han utförde sitt första framstående arbete, Den sårade Venus, som av Iris förs till Olympen. Han stannade i Rom i två år och utförde för dåvarande konungen av Preussen marmorgruppen Moderskärleken. 
År 1858 återkom han till Berlin. Bland hans senare alster är flera dekorativa, allegoriska figurer, såsom brunnsfiguren Borussia med Preussens fyra huvudfloder, Bülows och Blüchers bronsstoder på postamentet till Fredrik Vilhelm III:s ryttarstaty (av Bläser) i Köln, statyer av Vilhelm I i Putlitz (1890) och Dessau (1892), Karl Otfried Müllers staty i förhallen till Altes museum i Berlin, dessutom en mängd porträttbyster.